# Transport intermodal de mercaderies

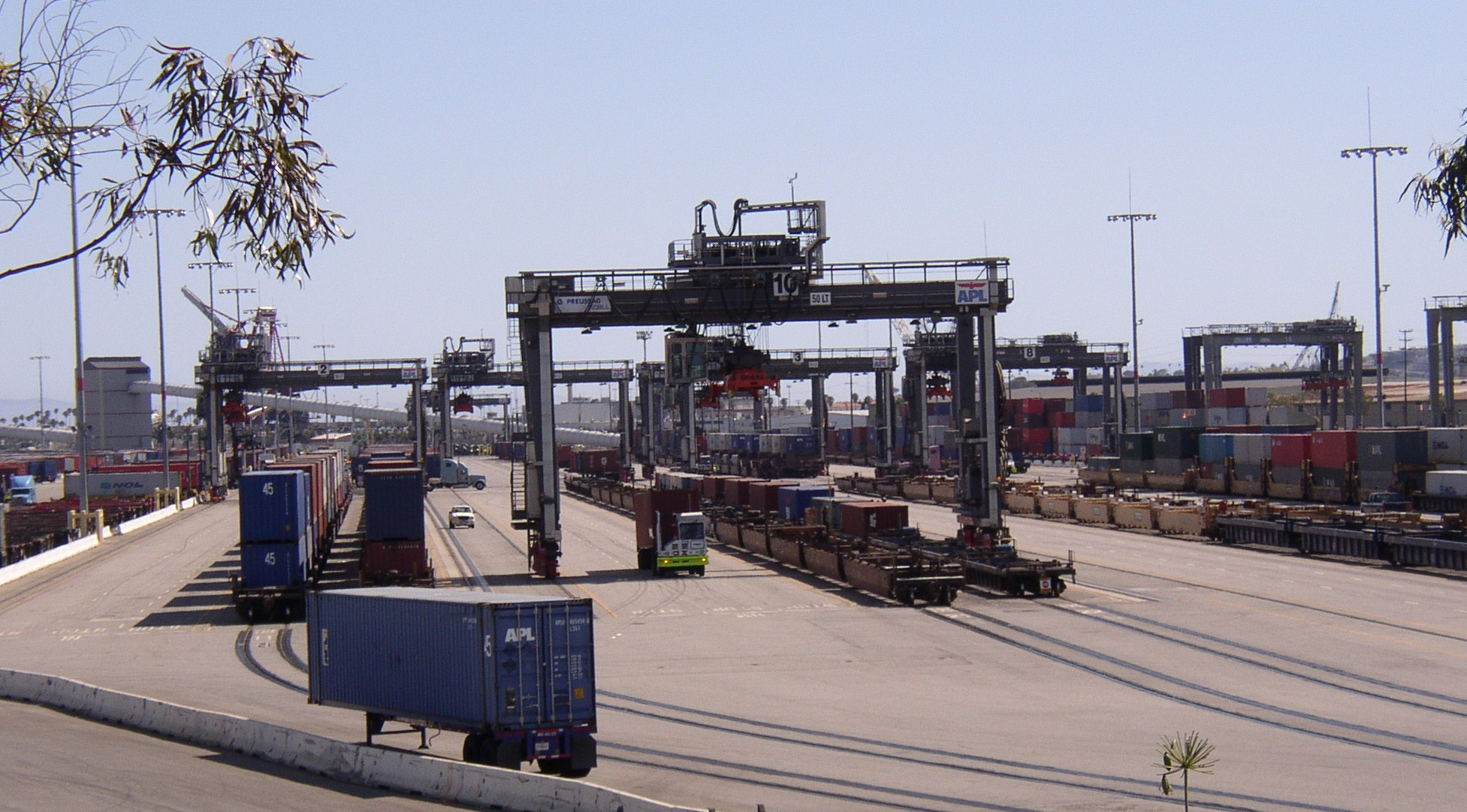
Transbord marítim-ferroviari de contenidors en Long Beach (Califòrnia).

En l'àmbit del transport de mercaderies, es denomina transport intermodal de mercaderies a l'articulació entre diferents maneres de transport utilitzant una única «unitat de càrrega» (generalment contenidors), a fi de realitzar més ràpida i eficaçment les operacions de transbord de materials i mercaderies, durant el trasllat de la càrrega des d'un punt d'origen fins a un punt de destinació. Es consideren com a maneres de transport diferents, dins del transport terrestre, el camió i el ferrocarril, i dins del transport per aigua, el transport marítim i transport per vies navegables interiors.
El factor significatiu del transport intermodal és la interacció que es produeix entre diferents mitjans de la cadena de transport. La intermodalitat permet el transport de mercaderies utilitzant diverses maneres de transport, sota documents de transport combinat origen – destinació, amb un règim fraccionat de responsabilitat, ja que a cada manera de transport se li apliquen les normes que ho regulen.
El transport fluvial es desenvolupa per canals navegables i rius, com el riu Rin, la via fluvial més transitada d'Europa, el riu Danubi o el riu Volga. Els vaixells que els solquen s'han modernitzat, i ara utilitzen contenidors intermodals que poden transportar-se en camió o amb tren.

## Concepte
Tradicionalment, el moviment de mercaderies es considerava com una sèrie de viatges independents (per carretera, ferrocarril, marítim o aeri), que podien creuar-se en algun punt on la mercaderia es transvasava d'una manera de transport a un altre. Cada vegada més, el transport de mercaderies es considera un flux constant entre un origen i una destinació (transport «porta a porta»), amb un concepte integrat de transport, basat en la connexió dels nodes i xarxes de transport. Neixen així cadenes logístiques que inclouen diferents maneres de transport, entre els quals la mercaderia ha de transbordar de forma eficient i rendible.
La definició proposada, al seu moment, per de la Conferència Europea de Ministres de Transports (CEMT):
| « | Transport intermodal és el moviment de béns en la mateixa unitat de càrrega o vehicle que usen successivament diverses maneres de transport sense descarregar coses en els transvasaments. | » |

A més, la Comissió Europea defineix la intermodalitat com «la característica del sistema de transport que permet utilitzar almenys dues maneres de forma integrada en la cadena de transport «porta a porta».
En el transport intermodal, és necessari més d'un tipus de vehicle (o manera de transport) per transportar la mercaderia des del seu lloc d'origen fins a la seva destinació final. Un cas particular del transport intermodal és el transport multimodal en el qual la mercaderia viatja amb un únic document de transport (l'anomenada «carta de port multimodal FIATA» o FIATA Bill of Lading). Per aquest motiu, amb freqüència es confonen o utilitzen indistintament els conceptes de transport intermodal i transport multimodal.

## Importància
El transport per carretera és cada vegada menys sostenible a causa de: la congestió viària, la emissió de CO₂, la seguretat viària, el risc del transport de mercaderies perilloses. Per això, es busca la intermodalitat entre la carretera, que proporciona un servei porta a porta, i el vaixell o tren, que proporcionen eficiència i sostenibilitat.
En el transport intermodal cada manera opera a l'àrea en què és més eficient.

## Tipus d'intermodalidad

### Per les maneres de transport
Atès que el transport multimodal consisteix en la superposició o combinació de les diferents maneres de transport (carretera, ferrocarril, marítim, fluvial, lacustre i aeri) es poden considerar diverses formes d'intermodalitat. Cadascuna té característiques i limitacions pròpies, degudes a les «unitats de transport intermodal» (UTI), a les infraestructures intermodales, a les limitacions als països pels quals discorre la intermodalitat i als elements i vehicles de transport propis de cada modalitat.
Les combinacions de maneres de transport més freqüents són:
- Carretera amb ferrocarril. Aquesta intermodalitat pot ser de diversos tipus:

1. La UTI (contenidor o caixa mòbil) es transporten sobre vagons plataforma. Aquest tipus d'intermodalidad és conegut com a «transport combinat» o «ferroutage» (vocable en francès).
2. El semiremolc va disposat sobre vagons plataforma; es denomina «piggyback» (vocable en anglès).[3] Per no excedir els gàlibs, els semiremolcs han de tenir una altura menor de l'habitual.
3. El camió complet, de forma autònoma, es puja en vagons de plataforma molt rebaixada; aquesta tècnica de transbord es denomina «roll on roll-off»[Nota 4] (en anglès) i «transroulage» (en francès). Un tren compost de plataformes amb vehicles complets es coneix com a «autopista ferroviària», quan circula per una ruta fixa entre dues estacions preparades especialment per a aquest servei.

- Carretera amb marítim. Un contenidor, semiremolc o camió pot realitzar part del viatge transportat a bord d'un buc de càrrega horitzontal (roll-on/roll-off).
- Ferrocarril amb marítim. Els trens de contenidors arriben fins a la terminal del port i les UTI es carreguen i estiben en els bucs a través de grues: grua pòrtic per a contenidors, sidelifter…

Menys importants, en termes de mercaderia transportada, són les combinacions amb el transport aeri: carretera amb aeri, mitjançant contenidors aeris en avions de fuselatge ample; aeri amb ferrocarril o marítim, que utilitza vehicles de carretera per als transbords.

Punt d'informació en carretera sobre l'autopista ferroviària.
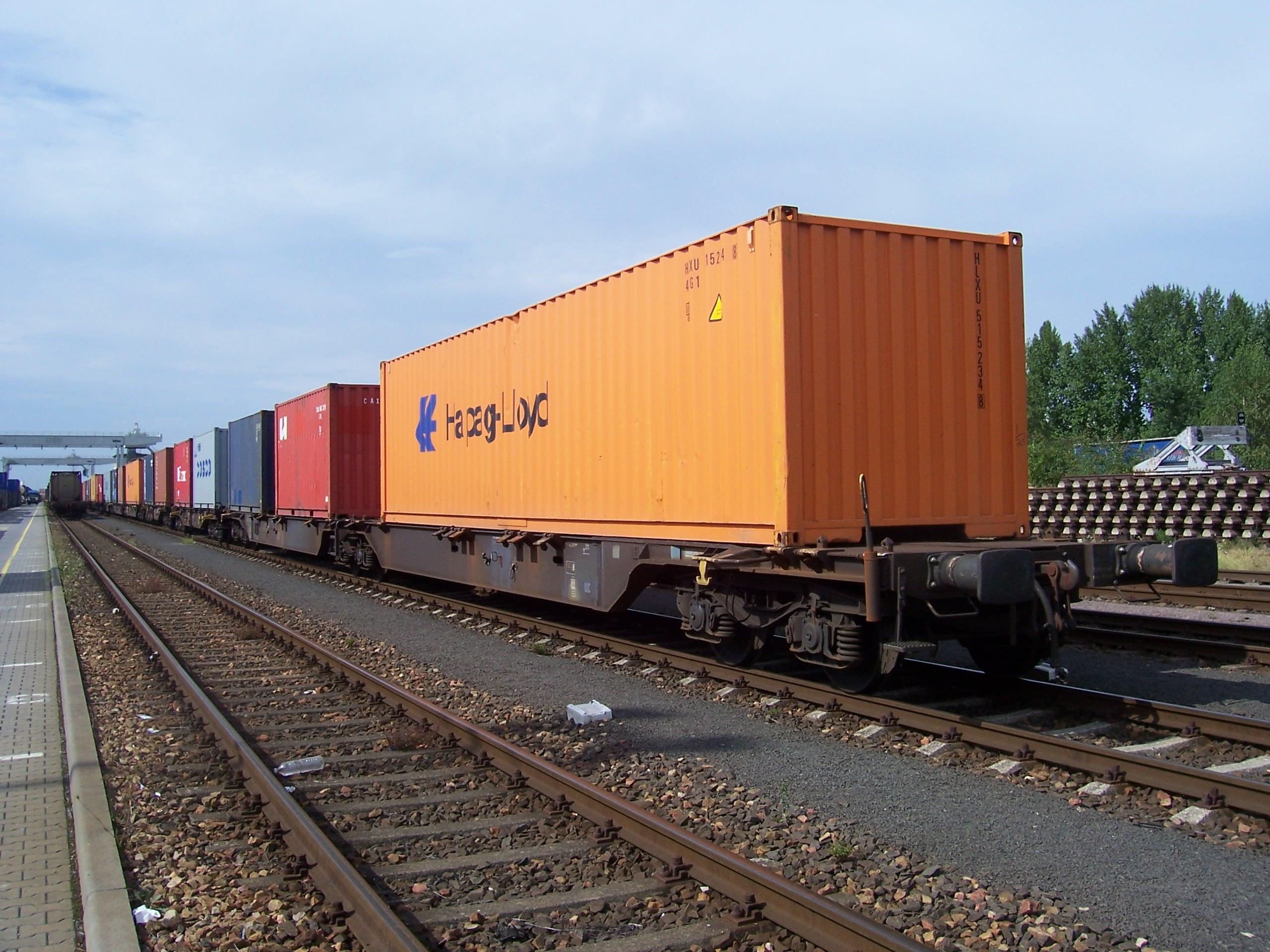
Tren format per vagons plataforma, carregats amb contenidors.
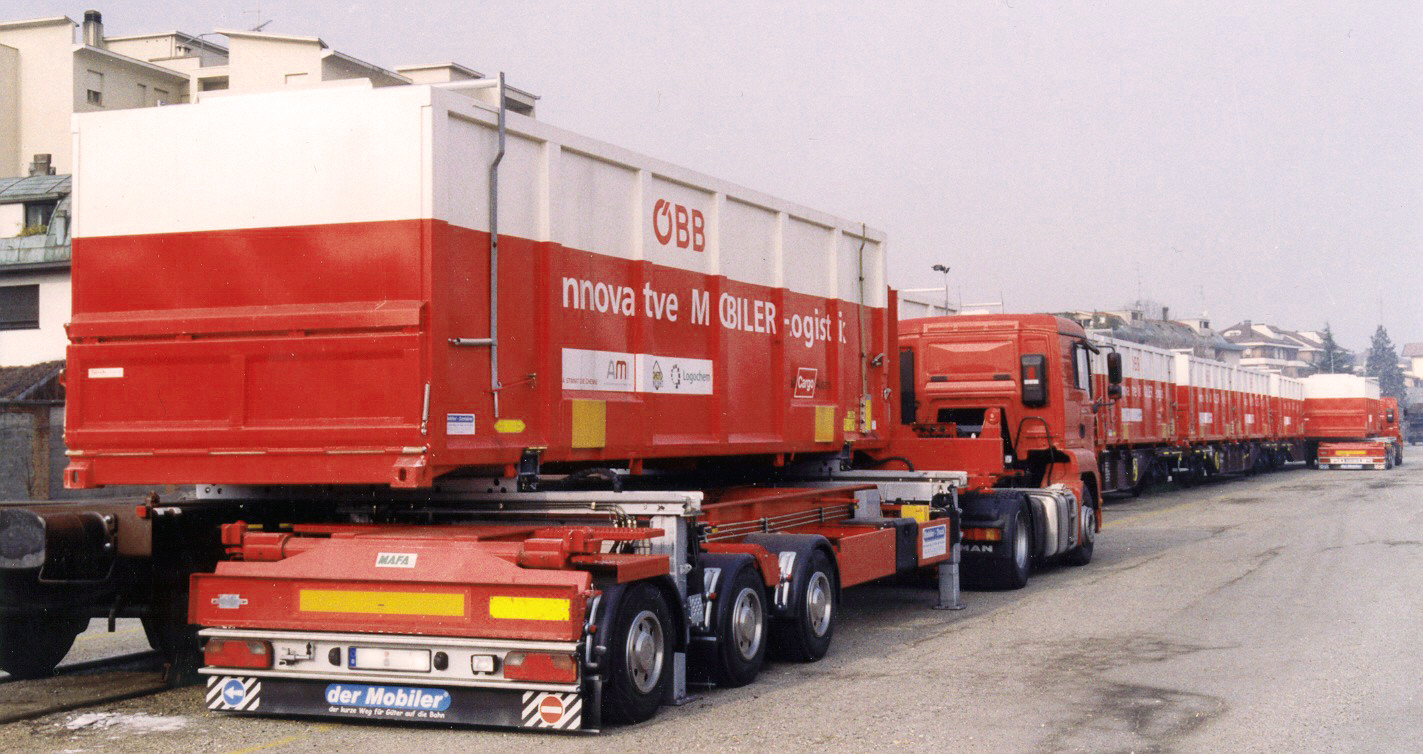
Sidelifter traslladant un contenidor des del semiremolc fins a un vagó-plataforma.
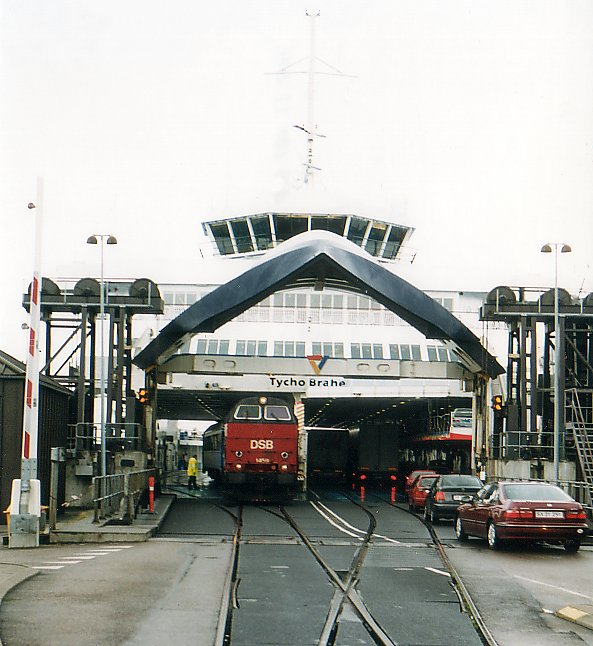
Tren danès desembarcant en Helsingør.

### Pel trasllat del conductor
El transport combinat pot ser:
- Acompanyat, es tracta del transport d'un camió complet acompanyat pel conductor, mitjançant un altre mitjà de transport, com el tren o un buc ro-ro.
- No acompanyat, el conductor no acompanya al transport del camió.

### Altres tipus

#### Transport combinat
El transport combinat és un tipus de transport intermodal tal que el trasllat de les mercaderies, a més d'efectuar-se sense ruptura de la unitat de càrrega, utilitzant successivament dues o més mitjans de transport, es realitza la major part del recorregut per ferrocarril, per vies navegables interiors o marítim, amb l'implico inicial i final per carretera, però reduït al trajecte mínim possible.

#### Transport multimodal
El transport multimodal és el port de mercaderies per almenys dues maneres diferents de transport, en virtut d'un únic Contracte de Transport Multimodal, des d'un lloc en què l'Operador de Transport Multimodal, OTM, pren les mercaderies sota la seva custòdia fins a un altre designat per al seu lliurament. L'OTM és la persona que celebra un contracte de transport multimodal i assumeix la responsabilitat del seu compliment en qualitat de portador. La gran diferència del transport multimodal amb els contractes tradicionals és que, en aquesta modalitat de contractar el servei de transport, l'expedidor o carregador (generador de càrrega) fa un sol contracte amb un operador de transport que assumeix la responsabilitat tant de la coordinació de tota la cadena de transport entre l'origen i la destinació de les mercaderies, com dels riscos que poguessin presentar-se a la càrrega i els danys a tercers o als béns de tercers.
El transport multimodal és una forma de transport intermodal: un sistema integral per transportar mercaderies en el qual aquestes, agrupades en unitats de càrrega, utilitzen més d'una manera de transport entre el lloc d'expedició i el de destinació a l'empara d'un únic contracte de transport.

## Problemàtica
En termes generals, el transport intermodal està limitat per: les infraestructures, les UTI, la gestió de terminals de transport intermodal i la normativa.
- Les infraestructures. Falten trams d'infraestructura en algunes maneres de transport o en les connexions entre les diferents maneres. Els vehicles són heterogenis, la qual cosa disminueix la intermodalitat desitjable.
- Les Unitats de Transport Multimodal, UTI. Existeixen multitud de configuracions diferents de contenidors i caixes mòbils que alenteixen i dificulten les operacions de transbord de la mercaderia d'una manera de transport a un altre. D'una banda, els contenidorés marítims estan normalitzats per ISO, són aptes per a totes les maneres de transport, són apilables, poden hissar-se amb grues, però no aprofiten al màxim el seu espai interior quan la mercaderia va paletitzada, ni amb el palé europeu, ni amb el palé universal. D'altra banda, les caixes mòbils, desenvolupades per al transport combinat carretera-ferrocarril, que aprofiten al màxim el seu espai interior amb mercaderia paletitzada, no són aptes per al transport marítim o per via navegable, ja que no solen ser apilables per la baixa resistència de les seves parets, ni poden hissar-se amb grues.
- La gestió de terminals. Alguns operadors creen i gestionen les seves pròpies terminals, la qual cosa encareix el transport intermodal. Existeixen terminals amb procediments tant automàtics com a manuals que no es beneficien de les TIC.
- La normativa. Les especificacions tècniques dels mitjans de transport són part de la reglamentació pròpia de cada estat, amb freqüència no existeix harmonització. Els documents de transport són extensos i diferents per a cada manera de transport. En cas d'avaria de la càrrega, l'expedidor o carregador pot tenir dificultat per identificar el responsable de l'incident, ja que el transport internacional es regeix per diferents convenis, en funció de la manera de transport.